# Marakān
Marakān (persiska: مرکان, Marākān) är en ort i Iran.   Den ligger i provinsen Västazarbaijan, i den nordvästra delen av landet, 600 km nordväst om huvudstaden Teheran. Marakān ligger 919 meter över havet och antalet invånare är 854.
Terrängen runt Marakān är kuperad åt nordväst, men åt sydost är den platt. Marakān ligger nere i en dal. Runt Marakān är det ganska tätbefolkat, med 72 invånare per kvadratkilometer. Närmaste större samhälle är Īvowghlī, 15,7 km söder om Marakān. Trakten runt Marakān består i huvudsak av gräsmarker.